# Synodontis velifer
Synodontis velifer är en afrikansk, afrotropisk fiskart i ordningen Malartade fiskar som lever i Burkina Faso, Elfenbenskusten och Ghana. Den är främst nattaktiv. Denna fisk kan bli upp till 23,8 cm lång och lever i cirka 4,6 år.